# Фавела

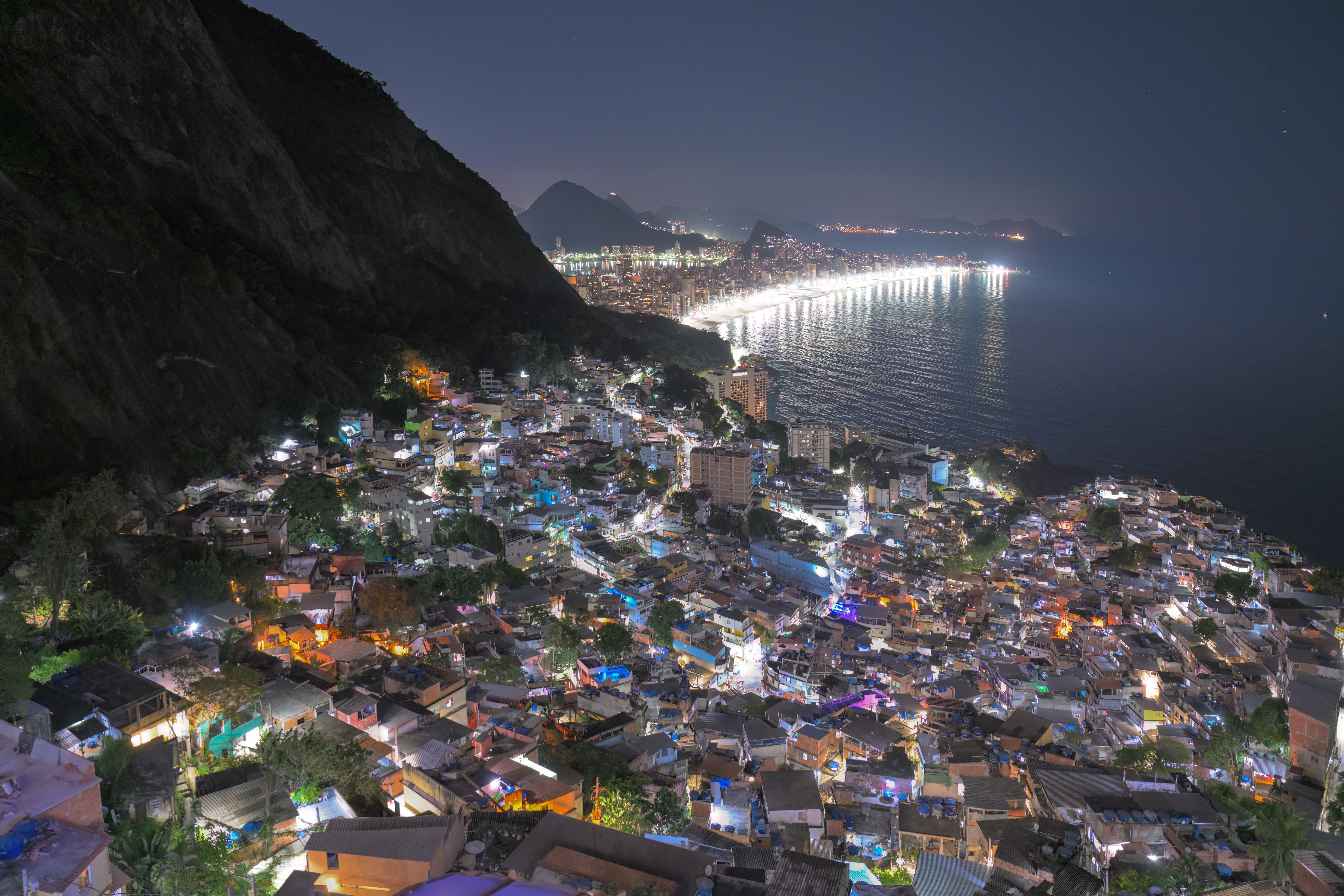
Фавела Видигал у подножия горы Дойз-Ирманс (Рио-де-Жанейро)

Фаве́лы (порт. favela) — трущобы в городах Бразилии, часто расположенные на склонах гор. В фавелах отсутствует развитая инфраструктура и высок уровень преступности. Многие современные фавелы возникли в 1970-х годах вследствие ускорения процессов урбанизации в Бразилии. Слово «фавела» происходит от названия холма Morro da Favela, который, в свою очередь, назван так из-за одноимённого масличного растения «favela» (Cnidoscolus phyllacanthus — синоним Cnidoscolus quercifolius) рода книдосколус (Cnidoscolus, древесный шпинат), семейства молочайные, так как деревья этого вида  росли на склонах холма, где появился первый пример такого поселения, в котором обосновались вернувшиеся в Рио в 1897 г. правительственные солдаты — участники войны Канудус конца XIX века, которым было негде жить.
В официальных документах фавелы называют «сообществами» (порт. comunidades). В последнее время термин всё чаще употребляется для описания процессов фавелизации, или ложной урбанизации, в Африке, Азии, т. е. по отношению к любой стране мира, в том числе и в русскоязычных источниках.

## Демографические и социальные процессы

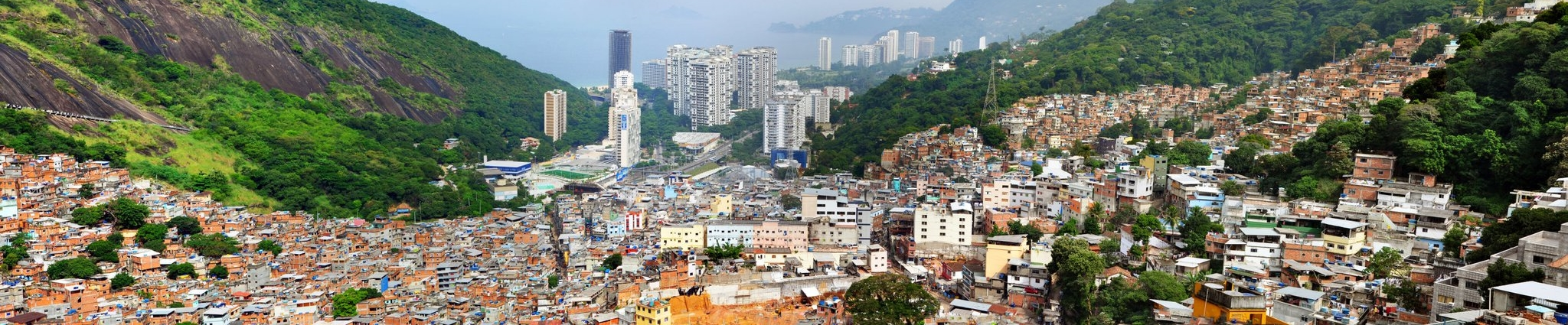
Панорама фавелы Росинья, Рио-де-Жанейро

В 2010 году в Бразилии насчитывалось 6329 фавел, в которых проживало 11,4 млн человек (6 % населения страны).
Фавелы есть в большинстве крупных городов Бразилии, лидерство принадлежит крупнейшему в стране городу Сан-Паулу. Рио-де-Жанейро является вторым по численности фавел городом Бразилии. Однако их расположение по соседству с дорогими туристическими и жилыми кварталами привело к тому, что фавелы Рио известны более прочих.
В преддверии Чемпионата мира по футболу 2014 года и Олимпиады-2016 силовые структуры Бразилии предприняли ряд силовых операций по борьбе с наркопреступностью в фавелах Рио-де-Жанейро. В результате «климат» в ряде фавел заметно оздоровился, эти районы с прекрасным видом на море стали набирать популярность у иностранцев и представителей среднего класса — начался процесс джентрификации. Другим следствием стал заметный рост цен на аренду жилья в фавелах.